# 大森哲郎
大森 哲郎（おおもり てつろう、1955年 - ）は、日本の医学者、精神科医。専門は精神薬理学。徳島大学教授。学位は、博士（医学）。

## 来歴
- 1955年 - 誕生
- 1981年 - 北海道大学医学部医学科卒業、北海道大学医学部附属病院医員
- 1982年 - 市立札幌病院医員
- 1985年 - 市立室蘭総合病院医員、ケースウエスタンリザーブ大学医学部常任研究員
- 1987年 - 北海道大学医学部附属病院精神科神経科医員
- 1989年 - 北海道大学医学部附属病院精神科神経科助手
- 1993年 - 博士（医学）の学位を取得[2]
- 1995年 - 北海道大学医学部附属病院精神科神経科講師
- 1995年 - 北海道大学医学部精神科神経科助教授、後に臨床教授
- 1999年 - 徳島大学医学部神経精神医学講座教授
- 2003年 - 徳島大学大学院ヘルスバイオサイエンス研究部精神医学分野教授

現職 徳島大学大学院医歯薬学研究部精神医学分野教授

## 学会
- 日本生物学的精神医学会理事
- 日本臨床精神神経薬理学会理事
- 日本精神科診断学会理事
- 日本神経精神薬理学会理事
- 日本精神神経学会評議員
- 日本心身医学会評議員
- 日本神経化学会評議員
- 日本神経科学会
- アメリカ神経科学会

## 著書

### 単著
- 『統合失調症ケーススタディー—症例が導く社会復帰・QOL向上への道』メディカルレビュー社、2014年。ISBN 9784779213427。

## 関連人物
- 上島国利